# Entre Ambos-os-Rios, Ermida e Germil
Entre Ambos-os-Rios, Ermida e Germil (oficialmente: União das Freguesias de Entre Ambos-os-Rios, Ermida e Germil)é uma freguesia portuguesa do município de Ponte da Barca, com 38,67 km² de área e 498 habitantes (censo de 2021). A sua densidade populacional é 12,9 hab./km².

## História
Foi criada aquando da reorganização administrativa de 2012/2013, resultando da agregação das antigas freguesias de Entre Ambos-os-Rios, Ermida e Germil.

## Demografia
A população registada nos censos foi:
| Distribuição da População por Grupos Etários | Distribuição da População por Grupos Etários | Distribuição da População por Grupos Etários | Distribuição da População por Grupos Etários | Distribuição da População por Grupos Etários | Distribuição da População por Grupos Etários |
| -------------------------------------------- | -------------------------------------------- | -------------------------------------------- | -------------------------------------------- | -------------------------------------------- | -------------------------------------------- |
| Antes da agregação                           |                                              |                                              |                                              |                                              |                                              |
| Ano                                          | 0-14 anos                                    | 15-24 anos                                   | 25-64 anos                                   | >= 65 anos                                   | Total                                        |
| 2001                                         | 78                                           | 91                                           | 279                                          | 247                                          | 695                                          |
| 2011                                         | 44                                           | 56                                           | 279                                          | 233                                          | 612                                          |
| Após a agregação                             |                                              |                                              |                                              |                                              |                                              |
| Ano                                          | 0-14 anos                                    | 15-24 anos                                   | 25-64 anos                                   | >= 65 anos                                   | Total                                        |
| 2021                                         | 46                                           | 29                                           | 210                                          | 213                                          | 498                                          |